# Cryphia guglielminae
Cryphia guglielminae är en fjärilsart som beskrevs av Emile Enrico Ragusa. Cryphia guglielminae ingår i släktet Cryphia och familjen nattflyn. Inga underarter finns listade i Catalogue of Life.